# Anapistula ybyquyra
Espèce
Anapistula ybyquyra est une espèce d'araignées aranéomorphes de la famille des Symphytognathidae.

## Distribution
Cette espèce est endémique du Rio Grande do Sul au Brésil,. Elle se rencontre à Viamão et à Triunfo.

## Description
Le mâle holotype mesure 0,46 mm et la femelle paratype 0,66 mm. Les mâles mesurent de 0,46 à 0,54 mm et les femelles de 0,56 à 0,68 mm.

## Publication originale
- Rheims & Brescovit, 2003 : Description of six new species of Anapistula Gertsch (Araneae, Symphytognathidae) from Brazil. Bulletin of the British Arachnological Society, vol. 12, no 7, p. 324-330.